# Ferhatlı (Kozan)
Ferhatlı ist ein Ortsteil (Mahalle) im Landkreis Kozan der türkischen Provinz Adana mit 1.056 Einwohnern (Stand: Ende 2024). 2011 zählte Ferhatlı 1137 Einwohner.